# Shawwal
Shawwal in arabo شوّال‎?, shawwāl è il decimo mese del Calendario lunare islamico.  Il primo giorno di Shawwal è la ‘Īd al-fitr.

## Ricorrenze del mese di Shawwal
In questo mese Maometto sposò Aisha.
- 1° Shawwal: ‘Īd al-fitr, Festa della Rottura (del digiuno) con cui si celebra la fine del digiuno ( sawm ) del mese precedente di ramadan.
- 13 Shawwal 194 dell'Egira: nascita di Bukhari, principale tradizionista islamico.
- 15 Shawwal: uccisione del sesto Imam Jafar al-Sadiq.
- 17 Shawwal 3 dell'Egira: Battaglia di Uhud. Grave sconfitta musulmana ad opera dei pagani di Mecca